# Юдже, Орхун
Орху́н Юдже́ (тур. Orhun Yüce; род. 25 августа 1998, Эрзурум) — турецкий кёрлингист, тренер по кёрлингу.
В составе мужской сборной Турции участник чемпионата мира 2023 (заняли одиннадцатое место) и трёх чемпионатов Европы (лучший результат — шестое место в 2022). В составе смешанной сборной Турции участник чемпионата мира 2017 (заняли пятое место)
В «классическом» кёрлинге (команда из четырёх человек одного пола) играет в основном на позиции первого.

## Команды
| Сезон                                          | Четвёртый        | Третий                   | Второй                   | Первый      | Запасной                                                 | Турниры                                    |
| ---------------------------------------------- | ---------------- | ------------------------ | ------------------------ | ----------- | -------------------------------------------------------- | ------------------------------------------ |
| 2019—20                                        | Огузхан Каракурт | Орхун Юдже               | Мухаммет Хайдар Демирель | Фарук Каваз | Eren Yildiz тренеры: Ахмет Челик, Тони Заммейк           | ЧМЮ-Б 2019 (дек.) (5 место)                |
| 2019—20                                        | Угурджан Карагёз | Огузхан Каракурт         | Мухаммед Зеки Учан       | Орхун Юдже  | Muhammed Enes Caglayn тренеры: Ахмет Челик, Тони Заммейк | ЧЕ 2019 (14 место)                         |
| 2019—20                                        | Огузхан Каракурт | Орхун Юдже               | Мухаммет Хайдар Демирель | Фарук Каваз | Eren Yildiz тренеры: Ахмет Челик, Тони Заммейк           | ЧМЮ-Б 2019 (дек.) (5 место)                |
| 2021—22                                        | Угурджан Карагёз | Огузхан Каракурт         | Мухаммед Зеки Учан       | Орхун Юдже  | Мухаммет Хайдар Демирель тренер: Ахмет Челик             | ЧЕ 2021 (11 место) · ЗОИ 2022 (квал. 2021) |
| 2022—23                                        | Угурджан Карагёз | Мухаммет Хайдар Демирель | Мухаммед Зеки Учан       | Орхун Юдже  | Фарук Каваз тренер: Ахмет Челик                          | ЧЕ 2022 (6 место) ЧМ 2023 (11 место)       |
| 2023—24                                        | Угурджан Карагёз | Мухаммет Хайдар Демирель | Мухаммед Зеки Учан       | Орхун Юдже  | Фарук Каваз тренер: Ахмет Челик                          | ЧЕ 2023 (9 место)                          |
| Кёрлинг среди смешанных команд (mixed curling) |                  |                          |                          |             |                                                          |                                            |
| 2017—18                                        | Дильшат Йылдыз   | Алиджан Караташ          | Семиха Конуксевер        | Орхун Юдже  | тренер: Sadik Topaloglu                                  | ЧМСК 2017 (5 место)                        |

(скипы выделены полужирным шрифтом)

## Результаты как тренера национальных сборных
| Год  | Турнир                                                   | Сборная              | Место |
| ---- | -------------------------------------------------------- | -------------------- | ----- |
| 2024 | Чемпионат мира по кёрлингу среди юниоров (группа Б) 2024 | Турция (юниоры муж.) | 5     |